# Diables dansaires de Yare
Els diables dansaires de Yare són la festivitat religiosa que se celebra a San Francisco de Yare, estat de Miranda (Veneçuela), el dia de Corpus Christi, duta a terme per les "Societats del Santíssim".
El seu origen es remunta al segle xviii, sent aquesta la germanor més antiga del continent americà. La fraternitat de diables està dividida en un ordre jeràrquic, representat en les seves màscares.
Cada dijous de Corpus Christi (novè dijous després del Dijous Sant) es fa una dansa ritual dels anomenats diables dansaires, on es rendeix culte al Santíssim Sagrament i se celebra el triomf del bé sobre el mal. Es vesteixen amb colors (normalment de vermell), capes i màscares d'aparença grotesca, a més d'adorns com creus, escapularis, rosaris i altres amulets.
Els Diables dansen al so del repic de la caixa, un tambor típic. Ballen pels carrers del poble per després agenollar-se a l'uníson enfront de l'església del poble, romanent prostrats en senyal de respecte al Santíssim mentre el sacerdot els beneeix. La música i el ball continuen mentre els diables -que paguen una promesa religiosa per convertir-se en dimonis de vermelles vestidures i acolorides màscares- visiten les cases d'alguns diables difunts.
La celebració acaba quan al final de la tarda sonen les campanes de l'església i la germanor es dispersa fins a l'any següent, quan tornaran a representar aquest ritu on el bé ha de prevaler sobre el mal.

## Declaració de Patrimoni Cultural Immaterial de la Humanitat
Els diables dansaires de Corpus Christi van ingressar, juntament amb altres 11 confraries del país, a la llista representativa del Patrimoni Cultural Immaterial de la Humanitat que aprova l'Organització de les Nacions Unides per a l'Educació, Ciència i la Cultura (UNESCO), a París, el 6 de desembre de l'any 2012. Onze confraries, arrelades en igual nombre de comunitats de Veneçuela des de fa prop de quatre-cents anys, es rendeixen davant el Santíssim Sagrament, el novè dijous després del Dijous Sant, integrats a la celebració catòlica del Corpus Christi.
En cadascuna d'aquestes comunitats, les vestimentes, els balls i instruments utilitzats són diferents, però tenen en comú una cerimònia plena de religiositat popular, devoció i fe despresa, en la qual concorren els elements de les cultures africanes i originàries, en una tradició transmesa de pares a fills, signada per la participació popular, la resistència cultural, el desenvolupament de vincles solidaris i la celebració de l'espiritualitat.
Cadascuna d'aquestes diableries, que avui es consideren Patrimoni Cultural Immaterial de la Humanitat, constitueixen una expressió profunda de la veneçolanitat i ens fan sentir orgullosos de la nostra condició de poble multiètnic i pluricultural, perseverant i agermanat en la tasca d'enfortir el nostre destí de pàtria independent i sobirana.
Aquest reconeixement de la UNESCO als diables dansaires de Corpus Christi de Veneçuela projecta amb intensitat el poble veneçolà en la resta del món, des d'una de les seves pràctiques culturals de major arrelament i transcendència, i porta un missatge d'amor, pau i solidaritat per a tots els pobles.